# Диллиан Уайт — Оскар Ривас
Диллиан Уайт — Оскар Ривас (англ. Dillian Whyte vs. Oscar Rivas) — двенадцатираундовый боксёрский поединок в тяжёлой весовой категории за вакантный титул временного чемпиона мира по версии WBC. Поединок состоялся 20 июля 2019 года на стадионе The O2 Arena в Лондоне (Великобритания).

## Андеркарт
В таблице перечислены результаты всех поединков боксёров.
В каждой строке указан результат поединка. Дополнительно номер поединка обозначен цветом, который обозначает итог поединка. Расшифровка обозначений и цветов представлена в нижеследующей таблице.
| Пример | Расшифровка                     |
| ------ | ------------------------------- |
|        | Победа                          |
|        | Ничья                           |
|        | Поражение                       |
|        | Планируемый поединок            |
|        | Поединок признан несостоявшимся |
| КО     | Нокаут                          |
| ТКО    | Технический нокаут              |
| PTS    | Решение судей (по очкам)        |
| UD     | Единогласное решение судей      |
| MD     | Решение большинства судей       |
| SD     | Раздельное решение судей        |
| RTD    | Отказ от продолжения боя        |
| DQ     | Дисквалификация                 |
| NC     | Поединок признан несостоявшимся |

## После боя
Победив Оскара Риваса Диллиан Уайт завоевал титул временного чемпиона мира в тяжёлом весе по версии WBC и стал обязательным претендентом на «полноценный» титул чемпиона WBC, которым владел Деонтей Уайлдер. Однако через несколько дней после боя стало известно, что 17 июля Уайт, его команда и промоутер Эдди Хирн были уведомлены Британским антидопинговым агентством, о том, что Уайт провалил один из допинг-тестов и в его организме был обнаружены метаболиты стероида метандиенона. При этом ни Ривас, ни WBC не были оповещены о провальном допинг-тесте Уайта. По словам Хирна Диллиан Уайт дал пояснения относительно допинга в своём организме Независимой национально допинговой организации и Британскому антидопинговому совету на независимом слушании, по итогом которого он был официально допущен к поединку.  30 июля стало известно, что WBC временно лишил Уайта титула «временного» чемпиона мира. 1 августа стало известно, что Добровольная антидопинговая ассоциация, которая также брала анализы у боксёров не выявила допинга в организме британца.